# 山檨子
山檨子（学名：Buchanania arborescens）为漆树科山檨子属的植物。分布于菲律宾、印度、印度尼西亚、台湾岛、中南半岛等地，多生长于海岸边，目前尚未由人工引种栽培。